# Plinthanthesis
Plinthanthesis är ett släkte av gräs. Plinthanthesis ingår i familjen gräs.
Kladogram enligt Catalogue of Life:
| Plinthanthesis | \| \| Plinthanthesis paradoxa \| \| \| \| \| \| Plinthanthesis rodwayi \| \| \| \| \| \| Plinthanthesis urvillei \| \| \| \| |
|                | \| \| Plinthanthesis paradoxa \| \| \| \| \| \| Plinthanthesis rodwayi \| \| \| \| \| \| Plinthanthesis urvillei \| \| \| \| |
|                | Plinthanthesis paradoxa |
|                | |
|                | Plinthanthesis rodwayi |
|                | |
|                | Plinthanthesis urvillei |
|                | |